# Selinunte (Peparetos)
Selinunte es el nombre de una antigua población de la isla de Peparetos. Se trataba de una de las tres ciudades que había en la isla en la Antigüedad, junto con Peparetos y Panormos.
No está atestiguado en ninguna fuente antigua el topónimo de la ciudad, pero en una inscripción hallada en el lugar que ocupaba la antigua ciudad y fechada entre los años 117 y 138 sí se documenta su gentilicio (Σελεινουσίων). El Periplo de Pseudo-Escílax menciona que en la isla de Peparetos había tres polis y, puesto que el lugar donde se asentaba la ciudad conserva murallas fechadas en el siglo IV a C., se ha deducido que Selinunte es una de esas tres ciudades citadas en el periplo, aunque probablemente dependía de la ciudad de Peparetos.